# Mohamed Ali Gouaned
Mohamed Ali Gouaned (arabisch محمد علي قواند, * 5. Juli 2002 in Biskra) ist ein algerischer Mittelstreckenläufer, der sich auf den 800-Meter-Lauf spezialisiert hat.

## Sportliche Laufbahn
Erste Erfahrungen bei internationalen Meisterschaften sammelte Mohamed Ali Gouaned im Jahr 2018, als er bei den Jugend-Afrikaspielen in Algier in 1:53,39 min den sechsten Platz über 800 Meter belegte. Anschließend startete er bei den Olympischen Jugendspielen in Buenos Aires und gewann dort die Silbermedaille. Im Jahr darauf gewann er bei den Jugendafrikameisterschaften in Abidjan in 1:47,88 min ebenfalls die Silbermedaille und anschließend siegte er in 46,98 s im 400-Meter-Lauf bei den Arabischen-U18-Meisterschaften in Radès. 2021 siegte er in 1:46,67 min über 800 Meter bei den Arabischen Meisterschaften ebendort und gewann zudem in 46,72 s die Silbermedaille über 400 Meter hinter dem Iraker Taha Hussein Yaseen. Anschließend gewann er bei den U20-Weltmeisterschaften in Nairobi in 1:44,45 min die Silbermedaille und stellte damit einen algerischen U20-Rekord auf. Im Jahr darauf startete er mit der algerischen 4-mal-400-Meter-Staffel bei den Mittelmeerspielen in Oran und gewann dort in 3:03,41 min die Goldmedaille. 2023 siegte er in 1:47,16 min bei den erstmals ausgetragenen Arabischen-U23-Meisterschaften in Radès über 800 Meter sowie in 3:07,46 min auch im Staffelbewerb. Mit der Staffel siegte er dann im Juli in 3:02,84 min bei den Panarabischen Spielen in Algier, ehe er im August bei den Weltmeisterschaften in Budapest mit 1:49,16 min in der ersten Runde über 800 Meter ausschied. Im Jahr darauf kam er bei den Hallenweltmeisterschaften in Glasgow im Halbfinale nicht ins Ziel. Im August schied er bei den Olympischen Sommerspielen in Paris mit 1:46,52 min ebenfalls im Semifinale aus.

## Persönliche Bestzeiten
- 400 Meter: 46,21 s, 29. Juni 2021 in Algier
- 600 Meter: 1:14,79 min, 26. März 2021 in Algier (U20-Weltbestleistung), (algerischer Rekord)
- 800 Meter: 1:44,37 min, 20. Juni 2024 in Bydgoszcz
  - 800 Meter (Halle): 1:45,35 min, 10. Februar 2024 in Liévin (algerischer Rekord)